# Bocel
El bocel  es una moldura convexa de sección semicircular o, en ocasiones, elíptica, de superficie lisa. Cuando la directriz es recta, equivale a un semicilindro; si es circular, a un semitoro. 
A veces es tomado como sinónimo de toro, ya que bocel se suele utilizar principalmente en la arquitectura gótica.
Recibe el nombre de medio bocel o cuarto bocel la moldura cuya sección es un cuarto de círculo.
También se denomina óvolo u óvalo al cuarto bocel.